# Багобо

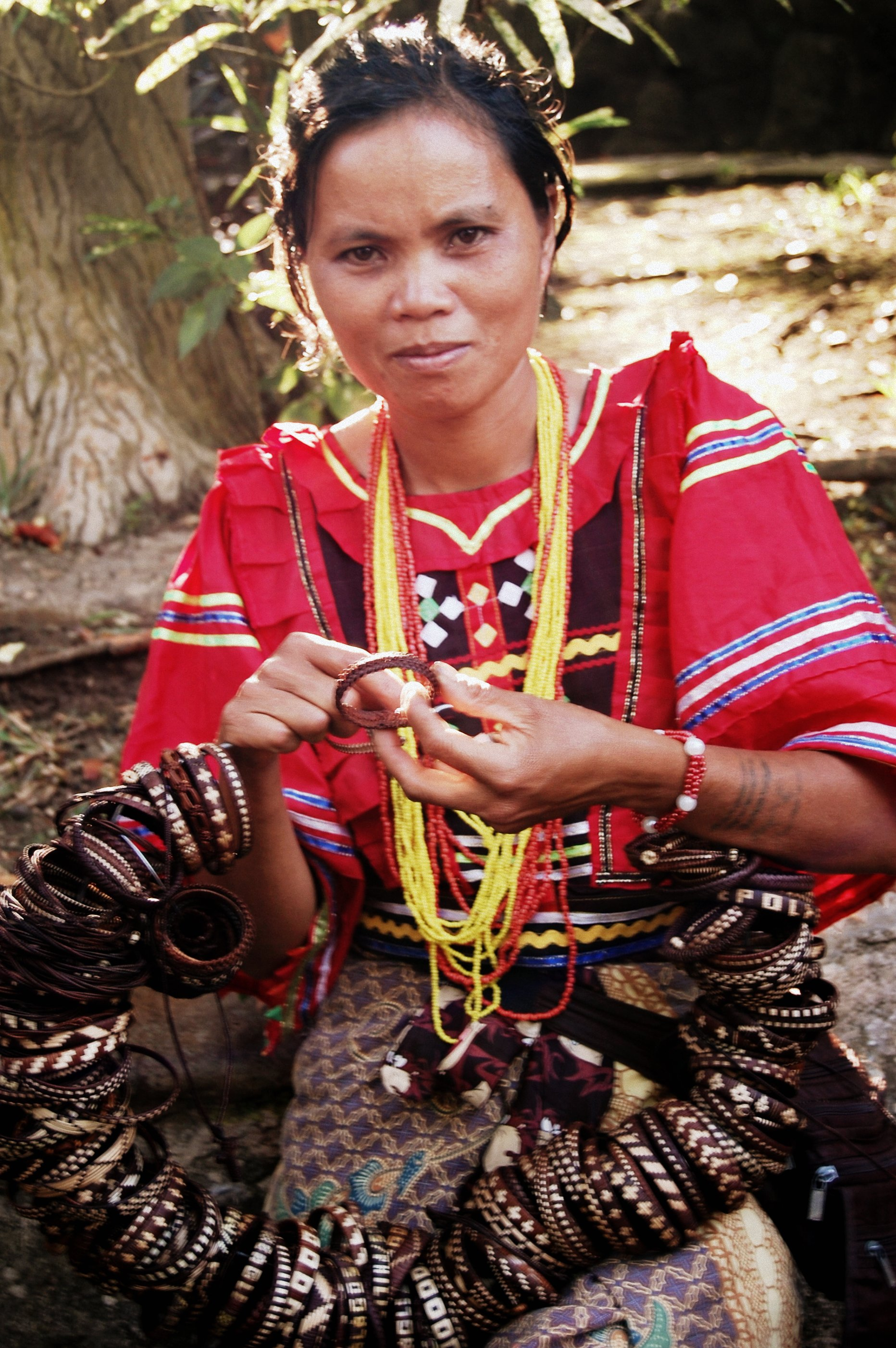
Женщина Багобо из города Давао

Багобо — народ на Филиппинах, один из филиппинских горных народов. Часто объединяются с племенем гианга в одну группу, багобо-гианга. Делятся на две этнических группы, обо и это.
Расселены в центре и на юго-западе острова Минданао.
Язык — багобо, диалекты — собственно багобо, гианга, обо. Кроме этого пользуются также тагальским.
Багобо считают своей прародиной склоны вулкана Апо.

## Хозяйство
Основные занятия — земледелие, рыболовство, разведение скота (лошадей, буйволов и собак). Основные растительные культуры — суходольный рис и камотес (сладкий картофель). Ремесла — гончарство, плетение, ткачество, металлообработка, окраса тканей.
Жилище строят на деревянной платформе, из дерева, бамбука, ротанга. Крыша — односкатная.
Из оружия для охоты используют лук и стрелы, сумпитан, традиционный нож в форме полумесяца. Изготовляют также прямоугольные щиты из дерева.

## Социальные отношения
У багобо существует имущественная дифференциация, а прежде существовало и рабство, жертвоприношение и охота за головами. Руководящую роль выполняют вожди(дато).
Семья — малая, билокальное или неолокальное поселение, счёт родства — билатеральный.
Сохраняется выкуп за невесту.
Существуют фольклор, мифы, предания, свой эпос — Тува-анг.